# Düsterbock

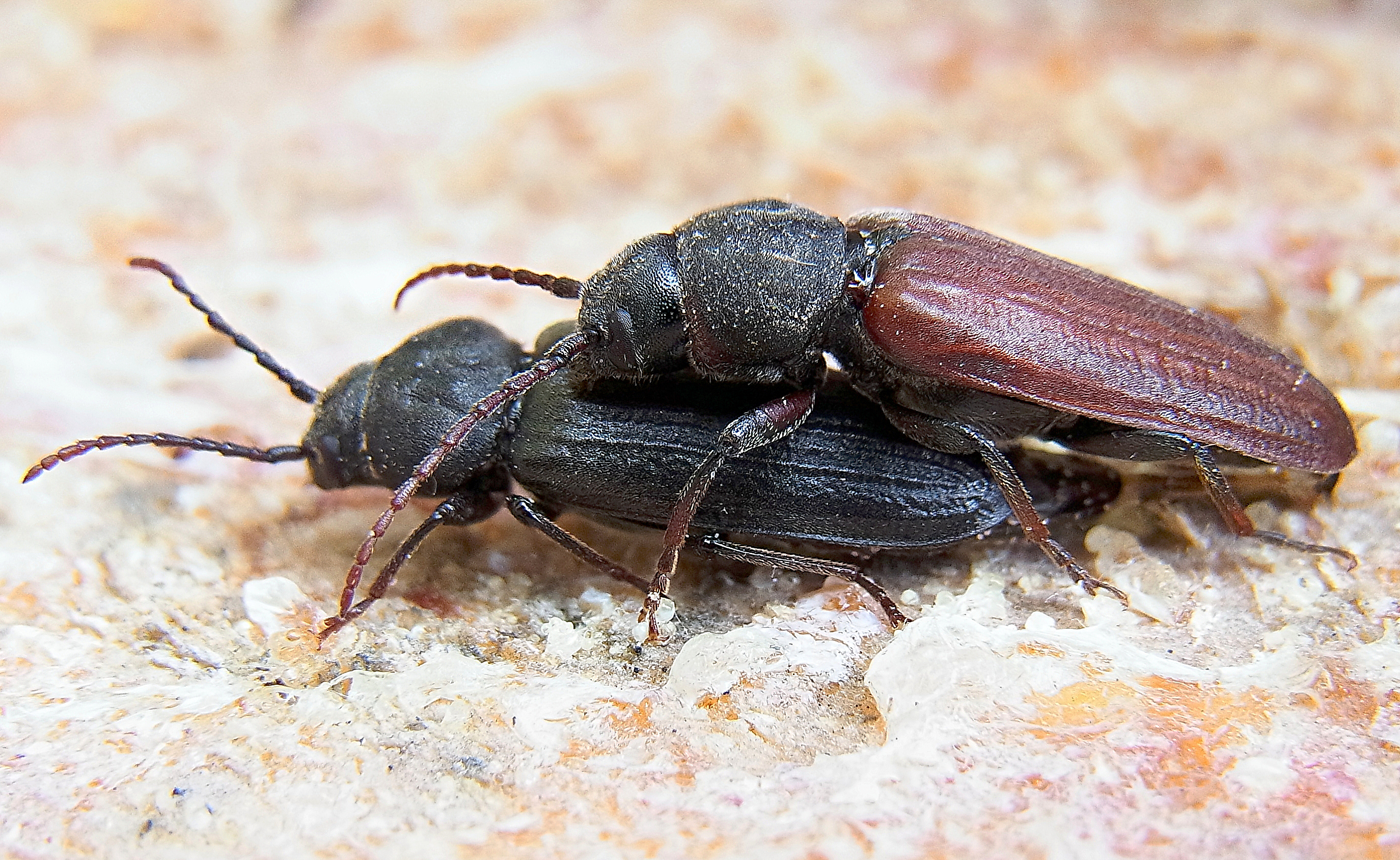
Düsterbock, Paarung

Der Düsterbock (Asemum striatum) ist ein Käfer aus der Familie der Bockkäfer (Cerambycidae). Die Art ist die einzige ihrer Gattung in Mitteleuropa, wo sie häufig auftritt.  

## Merkmale
Die Käfer sind 8 bis 23 Millimeter lang. Sie sind schwarz gefärbt, der Halsschild ist sehr dicht punktiert-gekörnt. Mittig sind einige Eindrücke erkennbar, wobei die breiteste in der hinteren Hälfte liegt. Die Deckflügel sind sehr dicht punktförmig strukturiert und gerunzelt. Sie haben je zwei bis vier Längsrippen. Seltener sind sie statt schwarz braun oder rötlich, oder nur an den Rändern braun bzw. gelb gefärbt. Die Fühler sind kürzer als die halbe Körperlänge, die Beine sind auch kurz. 

## Vorkommen und Lebensraum
Die Art ist in der Paläarktis verbreitet und kommt auch im hohen Norden Europas vor. Die Art ist in England und Schottland lokal verbreitet. In Südeuropa findet man sie in höheren Berglagen, als im Norden. Sie besiedelt Nadelwälder, insbesondere Kiefernwälder vom Flachland bis ins Bergland an die Waldgrenze. 

## Lebensweise
Die Imagines verstecken sich tagsüber unter Rinde und fliegen erst ab dem späten Nachmittag und Abend. Sie treten von Mai bis August auf und haben eine Lebenserwartung von etwa 14 Tagen. Die Larven leben bevorzugt in frisch geschnittenen Kiefernstümpfen und gefällten Stämmen, aber auch in beschädigten lebenden Bäumen. Ihre Fraßgänge haben einen ovalen Querschnitt von 3 mal 7 Millimetern. Die adulten Käfer schlüpfen aus elliptischen Öffnungen, nicht selten auch aus bereits verbautem Holz.  

## Belege
- Karl Wilhelm Harde, Frantisek Severa und Edwin Möhn: Der Kosmos Käferführer: Die mitteleuropäischen Käfer. Franckh-Kosmos Verlags-GmbH & Co KG, Stuttgart 2000, ISBN 3-440-06959-1.
- Jiři Zahradnik, Irmgard Jung, Dieter Jung et al.: Käfer Mittel- und Nordwesteuropas. Parey, Berlin 1985, ISBN 3-490-27118-1.